# Панюков Андрій Володимирович
Андрій Володимирович Панюков (рос. Андрей Владимирович Панюков; нар. 25 вересня 1994, Москва, Росія) — російський футболіст, нападник.

## Клубна кар'єра

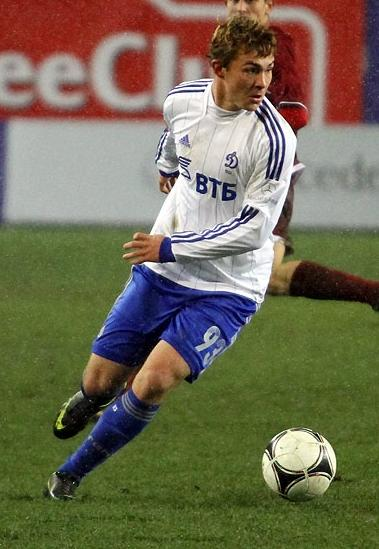
Андрій Панюков у складі «Динамо»

Народився у Москві, де й розпочав займатися футболом у школі «Спартака». Потім були «Локомотив», «Мегасфера» та «Москва», після яких він опинився у школі «Динамо». У березні 2011 року заявлений за «Динамо» для участі у чемпіонаті Росії. У складі молодіжної команди дебютував 23 липня, у матчі з «Ростовом» (5:1), у якому вийшов на заміну на 78-й хвилині гри, а на 82-й хвилині відзначився голом. Загалом у молодіжній першості 2011 року провів 10 матчів, у яких відзначився 3-ма м'ячами. У сезоні 2011/12 років провів 12 матчів, відзначився 13-ма голами, завдяки чому став найкращим бомбардиром молодіжної першості, а молодіжна команда «Динамо» стала його переможцем.
Влітку 2012 року проходив передсезонні збори разом із першою командою «Динамо». 14 липня, у товариському матчі з «Юнгшиле» (7:2), відзначився хет-триком. 19 липня уклав новий контракт із клубом, розрахований на 3 роки. 21 липня, у матчі з нижньогородською «Волгою» (0:1), відбувся дебют у Прем'єр-лізі. Панюков вийшов на поле на 78 хвилині зустрічі, замінивши Леандро Фернандеса. 31 жовтня відкрив лік своїм м'ячам за першу команду «Динамо», відзначився переможним голом у кубковому матчі з «Хімками» (2:1).
20 лютого 2013 року перейшов в оренду до «Хімок». 18 серпня 2013 року відзначився своїм першим голом у чемпіонаті за «Динамо», зрівняв рахунок (1:1) за сім хвилин до кінця у виїзному матчі проти «Краснодара». 4 лютого 2014 року був орендований клубом «Спартак-Нальчик». 25 липня 2014 року перейшов в оренду до калінінградської «Балтики». Угоду підписали на 1 рік із правом відкликання гравця з оренди взимку 2015 року. У листопаді 2014 року клуб та гравець розірвали угоду за взаємною згодою.
19 січня 2015 року перейшов в оренду до литовського «Атлантаса» до завершення сезону 2014/15 років. За словами агента гравця, Андрій обрав литовський клуб через можливість отримувати багато ігрового часу та бути лідером команди. У дебютному для себе матчі, 28 лютого 2015 року, відзначився 4-ма голами у воротах «Тракая». 17 березня 2015 року відзначився ще 4-ма голами у матчі 4-го туру чемпіонату Литви проти «Шяуляя» (5:0). Він швидко зумів адаптуватися у новій команді і був смертельним попереду, відзначився 11-ма голами у першій частині чемпіонату, завдяки чому став Найкращим гравцем першої частини чемпіонату. Після закінчення контракту з «Динамо» у червні 2015 року залишився в «Атлантасі», з яким підписав 1-річний контракт. Згодом продовжив угоду з клубом до кінця 2018 року
31 серпня 2015 року французький «Аяччо» орендував Панюкова на сезон з правом викупу. Дебютував у Лізі 2 11 вересня 2015 року в нічийному (0:0) поєдинку проти «Німа». 6 листопада 2015 року відзначився своїм першим дублем у Лізі 2, у переможному (2:0) поєдинку проти «Бур-ан-Бресс Перонна». У червні 2016 року повинен був перейти в оренду до клубу другого французького дивізіону «Нім». 16 липня 2016 року стало відомо, що Андрій повертається до «Атлантасу» через проблеми з візою.
Влітку 2016 португальська «Брага» взяла Панюкова в 1-річну оренду з правом викупу. По ходу сезону переведений у другу команду, де відіграв лише 6 матчів. 30 січня 2017 року контракт розірвали за взаємною згодою. У лютому 2017 року знову повернувся до «Атлантасу». Відзначився 11-ма голами в 14-ти зіграних матчах.
10 серпня 2017 року підписав 3-річний контракт з петербурзьким «Зенітом». Дебютував у чемпіонаті Росії 20 серпня у виїзному матчі проти «Амкара» (1:0), вийшов на заміну на 80-й хвилині. 9 серпня 2018 року перейшов в оренду до єкатеринбурзького «Уралу» на сезон 2018/19 років. 29 вересня 2018 року після виходу на заміну відзначився двома голами, завдяки чому «Урал» здобув перемогу над тульським «Арсеналом» з рахунком 2:1. 27 червня 2019 року офіційно перейшов до «Уралу», підписав контракт на 4 роки, при цьому попередній клуб зберіг за ним пріоритетне право викупу. У 2022 році грав в оренду за казахстанський «Кизилжар» та московський «Велес» (з яким уклав контракт у серпні після виходу з «Уралу»). 2023 року заявлений за білоруський клуб «Славія-Мозир». У червні 2023 року футболіст залишив білоруський клуб.
У липні 2023 року футболіст перейшов до новополоцького «Нафтану».
У лютому 2024 року футболіст приєднався до борисовського БАТЕ, з яким підписав 1-річний контракт.

## Кар'єра в збірній
Виступав за юнацькі збірні Росії, починаючи з вікової категорії U-17, і загалом з 2011 по 2015 рік провів 42 матчі за юнацькі збірні Росії. У складі молодіжної збірної Росії брав участь у молодіжному чемпіонаті Європи 2013 року. Під час турніру виходив на футбольне поле, але Росія вилетіла в попередньому раунді без набраних очок.

## Статистика виступів

### Клубна

#### Молодіжна першість серед клубів Прем'єр-ліги
| Клуб                | Сезон             | Матчі | Голи |
| ------------------- | ----------------- | ----- | ---- |
| «Динамо-м» (Москва) | 2011              | 9     | 3    |
| «Динамо-м» (Москва) | 2011/12           | 13    | 13   |
| «Динамо-м» (Москва) | 2012/13           | 10    | 9    |
| «Динамо-м» (Москва) | 2013/14           | 12    | 10   |
| Усього за кар'єру   | Усього за кар'єру | 44    | 35   |

#### Дорослий рівень
Станом на 11 December 2021
| Клуб                             | Сезон             | Ліга                     | Ліга  | Ліга | Кубок | Кубок | Конт. кубок | Конт. кубок | Інші  | Інші | Загалом | Загалом |
| Клуб                             | Сезон             | Дивізіон                 | Матчі | Голи | Матчі | Голи  | Матчі       | Голи        | Матчі | Голи | Матчі   | Голи    |
| -------------------------------- | ----------------- | ------------------------ | ----- | ---- | ----- | ----- | ----------- | ----------- | ----- | ---- | ------- | ------- |
| «Динамо» (Москва)                | 2012–13           | Прем'єр-ліга Росії       | 3     | 0    | 1     | 1     | 1           | 0           | –     | –    | 5       | 1       |
| «Динамо» (Москва)                | 2013–14           | Прем'єр-ліга Росії       | 3     | 1    | 1     | 0     | –           | –           | –     | –    | 4       | 1       |
| «Динамо» (Москва)                | Загалом           | Загалом                  | 6     | 1    | 2     | 1     | 1           | 0           | 0     | 0    | 9       | 2       |
| «Хімки» (оренда)                 | 2012–13           | ФНЛ                      | 8     | 0    | –     | –     | –           | –           | –     | –    | 8       | 0       |
| «Спартак-Нальчик» (оренда)       | 2013–14           | ФНЛ                      | 12    | 2    | –     | –     | –           | –           | –     | –    | 12      | 2       |
| «Балтика» (Калінінград) (оренда) | 2014–15           | ФНЛ                      | 7     | 1    | 2     | 0     | –           | –           | –     | –    | 9       | 1       |
| «Атлантас» (оренда)              | 2015              | А-ліга                   | 15    | 17   | 3     | 0     | –           | –           | –     | –    | 18      | 17      |
| «Атлантас»                       | 2015              | А-ліга                   | 5     | 3    | –     | –     | 2           | 0           | –     | –    | 7       | 3       |
| «Атлантас»                       | 2016              | А-ліга                   | 2     | 0    | –     | –     | –           | –           | –     | –    | 2       | 0       |
| «Атлантас»                       | 2017              | А-ліга                   | 14    | 11   | 1     | 3     | –           | –           | –     | –    | 15      | 14      |
| «Атлантас»                       | Загалом           | Загалом                  | 21    | 14   | 1     | 3     | 2           | 0           | 0     | 0    | 24      | 17      |
| «Аяччо» (оренда)                 | 2015–16           | Ліга 2                   | 23    | 6    | 2     | 0     | –           | –           | –     | –    | 25      | 6       |
| «Аяччо II» (оренда)              | 2015–16           | Національний чемпіонат 3 | 5     | 7    | –     | –     | –           | –           | –     | –    | 5       | 7       |
| «Брага Б» (оренда)               | 2016–17           | Ліга Про                 | 6     | 0    | –     | –     | –           | –           | –     | –    | 6       | 0       |
| «Зеніт» (Санкт-Петербург)        | 2017–18           | Прем'єр-ліга Росії       | 2     | 0    | 0     | 0     | 0           | 0           | –     | –    | 2       | 0       |
| «Зеніт-2» (Санкт-Петербург)      | 2017–18           | ФНЛ                      | 26    | 15   | –     | –     | –           | –           | –     | –    | 26      | 15      |
| «Урал» (Єкатеринбург)            | 2018–19           | Прем'єр-ліга Росії       | 21    | 6    | 5     | 1     | –           | –           | 1     | 0    | 27      | 7       |
| «Урал» (Єкатеринбург)            | 2019–20           | Прем'єр-ліга Росії       | 24    | 4    | 3     | 1     | –           | –           | 1     | 0    | 28      | 5       |
| «Урал» (Єкатеринбург)            | 2020–21           | Прем'єр-ліга Росії       | 16    | 1    | 2     | 2     | –           | –           | –     | –    | 18      | 3       |
| «Урал» (Єкатеринбург)            | 2021–22           | Прем'єр-ліга Росії       | 6     | 1    | 1     | 1     | –           | –           | –     | –    | 7       | 2       |
| «Урал» (Єкатеринбург)            | Загалом           | Загалом                  | 67    | 12   | 11    | 5     | 0           | 0           | 2     | 0    | 80      | 17      |
| Усього за кар'єру                | Усього за кар'єру | Усього за кар'єру        | 198   | 75   | 21    | 9     | 3           | 0           | 2     | 0    | 224     | 84      |

1. 1 2  Матчі в Лізі Європи УЄФА
2. 1 2  Матчі в Кубку ФНЛ

## Досягнення

### Командні
- А-ліга
  -  Бронзовий призер (1): 2015

- Кубок Литви
  -  Фіналіст (1): 2014/15

- Молодіжна першість Росії
  -  Чемпіон (1): 2011/12

- Кубок Співдружності
  -  Володар (1): 2013

### Особисті
- Найкращий бомбардир молодіжної першості Росії: 2011/12 (13 голів)